# Freda Heyden
Freda Heyden (geboren 1955 in Hamburg) ist eine deutsche bildende Künstlerin. Sie arbeitet in den Bereichen Malerei, Zeichnung, Installation und Skulptur.

## Leben
Heyden studierte an der Hochschule für bildende Künste Hamburg. In ihrer Zeit als Studentin war sie unter anderem in einem Kibbuz und als Entwicklungshelferin in Afrika tätig.
Nach dem Unfalltod ihres Lebensgefährten Michael Holzach 1983 verblieb sie für weitere acht Jahre im gemeinsamen Haus in Niedersachsen. 1991 ging sie nach Berlin. 2014 erhielt sie den Kunstpreis der Stadt Verden. Boris Penth erstellte ein filmisches Porträt der Künstlerin.

## Schriften
- Freda Heyden und Michael Holzach: Ich heiße Feldmann und bin ein Hund. Ein Kinderbuch. Hoffmann und Campe, Hamburg 1982, ISBN 3-455-08731-0.
- Freda Heyden: Gefährten. Verlag Jörg Mitzkat, Holzminden 2021, ISBN 978-3-95954-108-4.